# Provisorische Regierung der Französischen Republik
Als Provisorische Regierung der Französischen Republik (französisch Gouvernement provisoire de la République française, kurz GPRF) werden die am 3. Juni 1944 in Algier gebildete französische Regierung von Charles de Gaulle sowie die Regierungen Frankreichs unmittelbar nach der Befreiung und dem Sturz des Vichy-Regimes bis zur Gründung der IV. Republik bezeichnet. Vorangegangen war die III. Republik von 1870 bis 1940.
Präsidenten der Provisorischen Regierung waren:
- Charles de Gaulle (vom 3. Juni 1944 bis 20. Januar 1946)
- Félix Gouin (vom 26. Januar 1946 bis 12. Juni 1946)
- Georges Bidault (vom 23. Juni 1946 bis 28. November 1946)
- Léon Blum (vom 16. Dezember 1946 bis 16. Januar 1947)

## Die Regierung de Gaulle

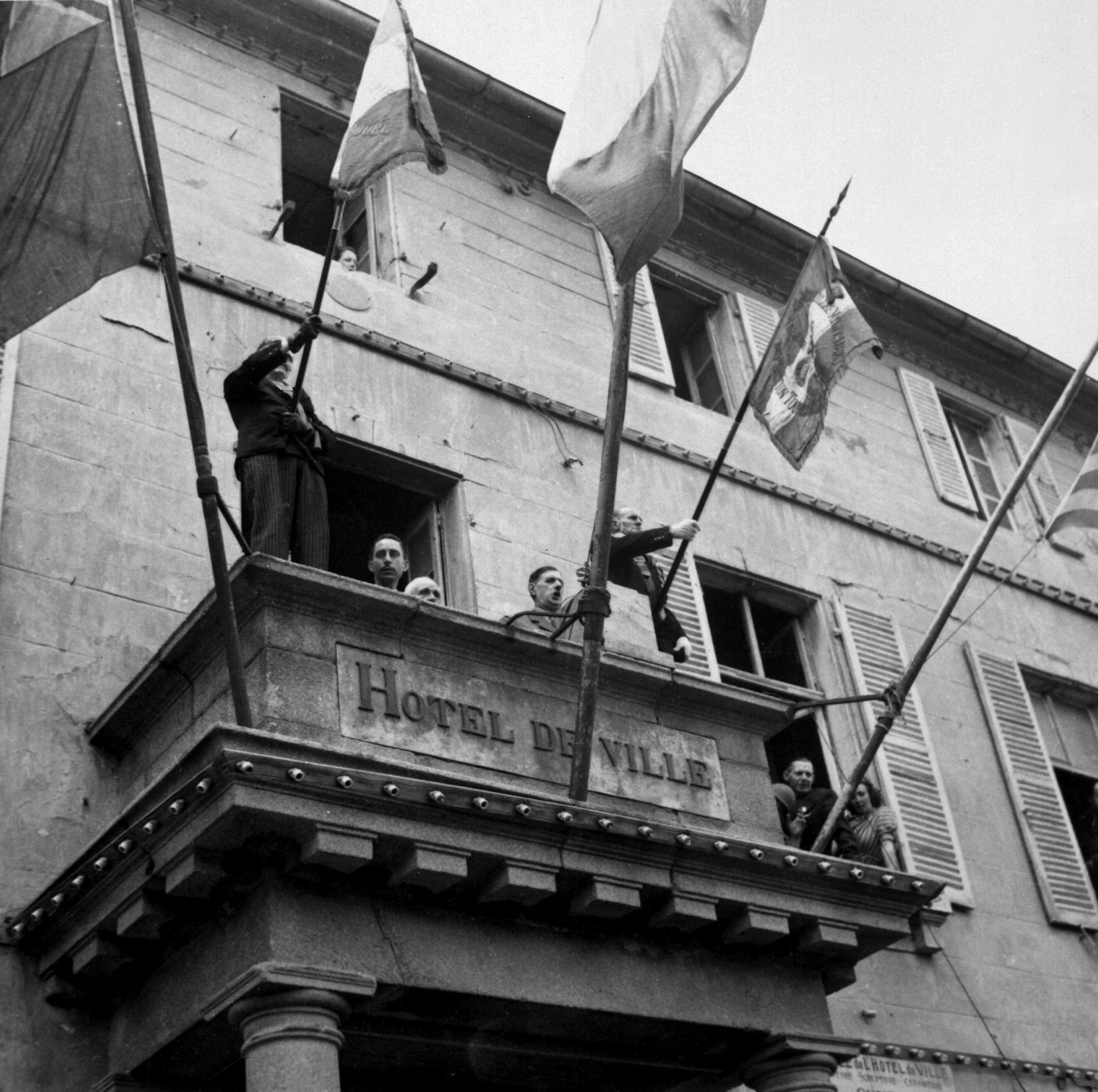
Charles de Gaulles spricht als Präsident der Provisorischen Regierung zur Bevölkerung von Cherbourg, 20. August 1944

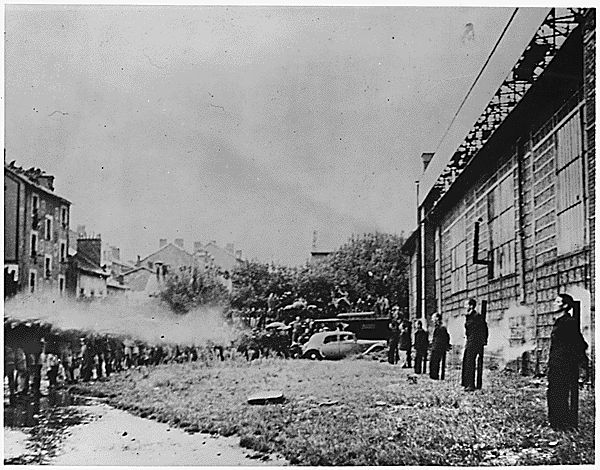
Französische Truppen erschießen in Grenoble sechs junge Franzosen, die mit den Deutschen kollaboriert haben (22. September 1944)

Die zentralen Herausforderungen, vor denen die Provisorische Regierung zunächst stand, waren:
- die Beendigung des Zweiten Weltkriegs,
- der Beginn des Wiederaufbaus und die Überwindung der Versorgungskrise,
- die Wiederherstellung der staatlichen Ordnung unter Einbeziehung der Kräfte der Résistance und der Kommunisten,
- der Abschluss der „Épuration“, also die Beendigung der „spontanen“ und oft willkürlichen Verfolgung von tatsächlichen und vermeintlichen Kollaborateuren, die juristische Aufarbeitung von Kriegsverbrechen und Kollaboration sowie die Säuberung von Verwaltung und Wirtschaft,
- die Ausarbeitung einer neuen Verfassung.

Nach der Regierungsumbildung vom 9. September 1944 umfasste die Regierung de Gaulle Mitglieder aller nicht durch Kriegsverbrechen und Kollaboration kompromittierten Kräfte, d. h. der Kommunisten (PCF), der Sozialisten (SFIO), der als Partei neu gegründeten Christdemokraten (MRP) und der Radikalen Partei. Von 22 Ministerien wurden nur acht mit ehemaligen Parlamentariern der III. Republik besetzt.
Wichtige politische Neuerungen der Regierung de Gaulle noch vor den Wahlen zur Verfassunggebenden Nationalversammlung vom 21. Oktober 1945 waren die Einführung des Frauenwahlrechts, die Wiedereinführung des Referendums (seit den Plebisziten des Zweiten Kaiserreichs hatte es keine Volksabstimmungen mehr gegeben) und die Einführung des Verhältniswahlrechts. Darüber hinaus begann die Regierung de Gaulle mit einem umfangreichen wirtschaftlichen und sozialen Reformprogramm, das u. a. die Einrichtung von Betriebsräten, die Errichtung eines umfassenden Sozialversicherungssystems und die Verstaatlichung von Schlüsselindustrien und Transportunternehmen (Kohleminen, Schaffung des staatlichen Energieunternehmens EDF und der Fluggesellschaft Air France) sowie durch die Kollaboration kompromittierter Unternehmen vorsah.
Am 21. Oktober 1945 wurden erstmals nach dem Krieg Wahlen zur Nationalversammlung abgehalten; stärkste Partei wurde der PCF (26,12 % der Stimmen), gefolgt von MRP (23, 81 %), SFIO (23,35 %), gemäßigten Rechten (15,60 %) und Radikalen (10,49 %). Gleichzeitig entschieden die Wähler in einem Referendum mit 96,37 % der Stimmen, dass diese Versammlung eine neue Verfassung ausarbeiten sollte, und stimmten mit 66,48 % einem Gesetz über die vorläufige politische Ordnung zu. Dieses sah unter anderem die Begrenzung des Mandats der Verfassunggebenden Versammlung auf sieben Monate und die parlamentarische Verantwortung der Provisorischen Regierung gegenüber der Versammlung vor.
Am 13. November 1945 bestätigte die Verfassunggebende Versammlung einstimmig die Regierung de Gaulle. Das Verhältnis zwischen de Gaulle und der kommunistisch-sozialistischen Mehrheit in der Versammlung verschlechterte sich jedoch schnell: Die Kommunisten beanspruchten als stärkste Partei eines der Schlüsselministerien (Innen-, Außen- oder Verteidigungsministerium), wozu de Gaulle angesichts des sich abzeichnenden Kalten Kriegs zwischen den USA und der Sowjetunion nicht bereit war. Die Sozialisten forderten eine deutliche Reduzierung des Verteidigungsetats, die de Gaulle ablehnte.
Als Kern des Konflikts ist jedoch die Ablehnung de Gaulles gegenüber der wiederhergestellten Macht der Parteien und dem parlamentarischen Regierungssystem zu betrachten. Am 20. Januar 1946 erklärte er daher seinen Rücktritt, den er gegenüber dem Ministerrat folgendermaßen begründete:

„Die ausschließliche Herrschaft der Parteien ist wiederhergestellt. Ich lehne diese ab. Aber ohne gewaltsam eine Diktatur zu errichten, die ich nicht will und die zweifellos ein schlechtes Ende nähme, habe ich nicht die Mittel, diesen Versuch zu verhindern. Ich muss mich daher zurückziehen.“

## Der Verfassungsprozess
Der erste Verfassungsentwurf, der am 19. April 1946 mit den Stimmen der kommunistisch-sozialistischen Mehrheit von der Verfassunggebenden Nationalversammlung verabschiedet wurde, wurde durch das Referendum vom 5. Mai 1946 abgelehnt.
Am 2. Juni 1946 wurde daher eine neue Verfassunggebende Versammlung gewählt, in der der MRP mit 28,2 % die stärkste Partei war, gefolgt von PCF (25,9 %), SFIO (21,1 %), gemäßigten Rechten (12,8 %) und Radikalen (11,6 %).
Trotz der leicht veränderten Mehrheitsverhältnisse und der heftigen öffentlichen Kritik de Gaulles sah jedoch auch der zweite Verfassungsentwurf, den die Verfassunggebende Nationalversammlung am 29. September 1946 annahm, ein parlamentarisches Regierungssystem vor, in dem die Nationalversammlung klar die Vorrangstellung gegenüber der zweiten Kammer, dem Conseil de la République erhielt. Die Verfassung der IV. Republik wurde am 13. Oktober 1946 in einem Referendum mit 53,5 % der Stimmen angenommen. Jedoch blieben 31,2 % der Wahlberechtigten der Abstimmung fern, so dass de Gaulles Einschätzung nahezu zutrifft, dass ein Drittel der Franzosen die Verfassung abgelehnt habe, ein Drittel habe sich enthalten und nur ein Drittel habe zugestimmt.

## Die Regierungen Gouin, Bidault und Blum
Nach dem Rücktritt de Gaulles einigten sich die drei großen Parteien auf einen Koalitionsvertrag, der die Regierungen des „Tripartismus“ begründete. Neuer Präsident der Provisorischen Regierung wurde zunächst der Sozialist und vormalige Präsident der Verfassunggebenden Nationalversammlung Félix Gouin, der nach dem Erfolg des MRP bei den Wahlen zur zweiten Verfassunggebenden Nationalversammlung durch Georges Bidault abgelöst wurde. Allerdings war es den Kommunisten wiederum nicht gelungen, eines der geforderten drei Schlüsselministerien für Inneres, Auswärtige Angelegenheiten oder Verteidigung zu erhalten.
Die Regierungen Gouin und Bidault waren von wachsenden Spannungen zwischen Kommunisten, Sozialisten und Christdemokraten unter dem Einfluss der sich verändernden weltpolitischen Lage sowie vom Ausbruch des Indochinakriegs infolge der Ausrufung der Republik Vietnam durch Ho Chi Minh belastet.
Nach der ersten regulären Wahl zur Nationalversammlung der IV. Republik amtierte noch für einen Monat eine sozialistische Minderheitsregierung unter Léon Blum als letzte Provisorische Regierung, weil vor der Einsetzung einer regulären Regierung zunächst noch die zweite Parlamentskammer und der Staatspräsident gewählt werden mussten. Der Regierung Blum gelangen immerhin Maßnahmen zur Inflationsbekämpfung, die sich in einem Rückgang des allgemeinen Preisniveaus um 5 % niederschlugen.
Am 16. Januar 1947 wurde der Sozialist Vincent Auriol von Nationalversammlung und Conseil de la République zum Staatspräsidenten gewählt, und am 22. Januar stimmte die Mehrheit der Nationalversammlung für die Investitur des Ministerpräsidenten Paul Ramadier, so dass die Zeit der Provisorischen Regierungen beendet war.